# 佩塔提克瓦
佩塔提克瓦（希伯來語：פתח תקווה）是以色列中央区的一座城市，2004年人口176,200，2014年人口225,400。佩塔提克瓦屬於特拉維夫都會區之內。

## 友好城市
- 加拿大拉瓦勒
- 美国芝加哥
- 德国科布伦茨
- 中国湖南益阳

## 外部連結
- 官方網站